# Grimston (Suffolk)
Grimston is een landhuis en voormalig gehucht in het Engelse graafschap Suffolk. Grimston komt in het Domesday Book (1086) voor als 'Grimestuna'. Indertijd telde het landgoed 13 huishoudens. Het huis was het stamslot van de adellijke familie Cavendish, waarvan enkele latere leden zich hertog van Devonshire mochten noemen.